# William Anthony Douglass
William Anthony Douglass (Reno, Nevada, 24 de desembre de 1939) és un antropòleg nord-americà, professor emèrit del Centre d'Estudis Bascos.

## Biografia i trajectòria
Es va educar a la Universitat de Nevada, a Reno, la Universitat Complutense de Madrid, la Universitat d'Oslo, la Universitat de Califòrnia, a Berkeley i la Universitat de Chicago. Després d'estudiar Llengua i Literatura Espanyoles a la Universitat Complutense de Madrid, el 1963 va arribar a Euskal Herria acompanyat de la seva dona i el seu fill, i es va establir a Etxalar i Aulesti, on va dur a terme les seves investigacions. Allà, va establir llaços d'amistat amb els baserritarres de la zona i amb gent com Julio Caro Baroja, Xabier Amuriza o Emilio Kortabitarte, entre d'altres. El 1967, li atrorgaren el doctorat en Antropologia Social a la Universitat de Chicago, i aquell mateix any va assumir el càrrec de llançar i coordinar el Programa d'Estudis Bascos del Desert Research Institute del sistema universitari de Nevada. Posteriorment, es va traslladar a la Universitat de Nevada, Reno, i va continuar amb la direcció del programa durant 33 anys fins que es va jubilar en 2000. Des del 1963, Douglass ha dut a terme diversos anys de treball de camp al País Basc. També va investigar la presència basca a l'oest americà, diversos països llatinoamericans i Austràlia. També ha fet investigacions antropològiques al sud d'Itàlia i sobre els temes d'identitat i terrorisme. Douglass és la persona que més en profunditat ha estudiat sobre els bascos arribats a Amèrica del Nord i el seu llegat.
Durant els anys 2003 i 2004 va col·laborar en l'intent de solució del conflicte basc durant a petició del Centre Henri Dunant de Ginebra. I l'any 2006 va participar com a mediador en el procés de pau del País Basc.

## Reconeixements[4]
- Doctor honoris causa per la Universitat del País Basc (1984)
- Premi Lagun Onari, lliurat pel Govern Basc (1998)
- Premi Argizaiola, atorgat per l'associació Gerediaga, per exalçar el treball realitzat per aquest en favor de l'euskera i la cultura basca (2013)